# Monobia carbonaria
Monobia carbonaria är en stekelart som beskrevs av Abraham Willink 1982.

'Monobia carbonaria ingår i släktet Monobia och familjen Eumenidae. Inga underarter finns listade i Catalogue of Life.